# Candia Canavese
Pour les articles homonymes, voir Candia et Canavese.
Candia Canavese est une commune italienne d'environ 1 300 habitants, située dans la ville métropolitaine de Turin, dans la région Piémont, dans le nord-ouest de l'Italie.

## Géographie
Candia Canavese appartient à la région du Canavese et est proche du lac de Candia dans la zone sauvegardée du premier Parc provincial créé en Italie.

### Transport
La commune est traversée par la ligne de Chivasso à Aoste, la gare de Candia-Canavese est desservie par des trains régionaux (R) Trenitalia.

## Économie
Candia Canavese est connue pour son vin, l'Erbaluce.

## Monuments et patrimoine
- Castrum Candia, château médiéval, appelé Castelfiorito, du comte Enrico de Candia
- Église de Santo Stefano (XIe siècle)

## Administration
| Période                                  | Période  | Identité        | Étiquette    | Qualité |
| ---------------------------------------- | -------- | --------------- | ------------ | ------- |
| 14 juin 2004                             | En cours | Giovanni Nuccio | Lista Civica |         |
| Les données manquantes sont à compléter. |          |                 |              |         |

### Hameaux
Margherita, Rossi, Bigoglio

### Communes limitrophes
Strambino, Mercenasco, Vische, Barone Canavese, Mazzè, Caluso